# Hall (Australie)
Pour les articles homonymes, voir Hall.

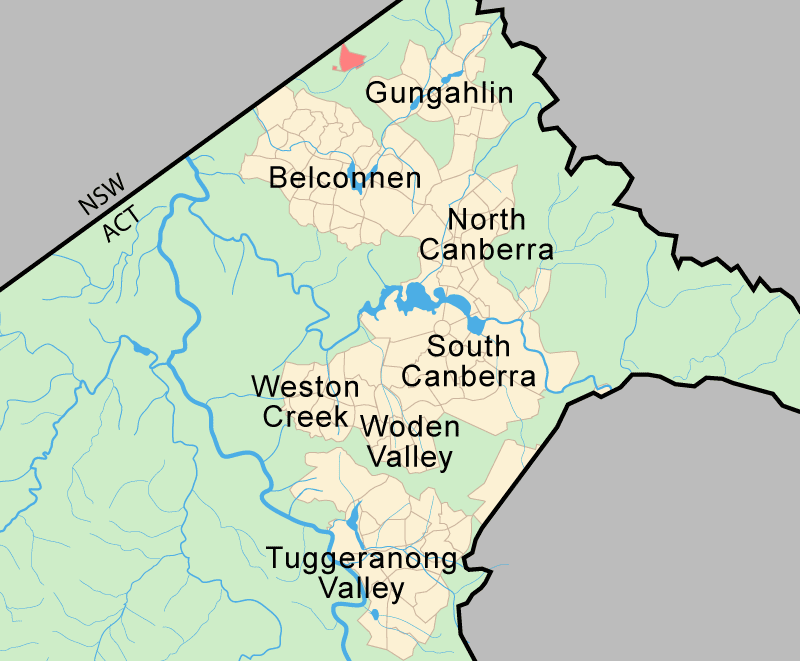
Hall (en rose) au nord de Canberra.

Hall (338 habitants, code postal : ACT 2618) est une localité située au nord du Territoire de la capitale australienne (ACT), en Australie. Elle a été fondée en 1882 et porte le nom du premier propriétaire foncier de la région, Henry Hall.
En 1911, Hall a été inclus dans les limites du Territoire de la capitale, près de son coin nord-ouest, près de la frontière avec la Nouvelle-Galles du Sud. Bien que considéré comme un village ou une bourgade (town en anglais), semblable à Tharwa (en), Hall peut aujourd'hui être considéré davantage comme une banlieue lointaine de Canberra.